# 加藤氏
加藤氏是日本人的一個姓氏。
古代的加藤氏起源於藤原氏。其出自日本人大職冠（是日本的官位）藤原鎌足之後裔。子孫封於日本加賀国太守、因為以加藤為氏。其族繁衍於日本。但是一般認為，目前日本姓加藤的人與古代的加藤氏沒有必然的聯繫。

## 該姓氏的名人
- 加藤清正（日本熊本藩太祖）
- 加藤正夫（圍棋棋手）
- 加藤元浩（漫畫家）
- 加藤鷹（AV男優）
- 加藤惠（動畫工作者）
- 加藤義夫 (建築師)
- 加藤史帆（歌手、女演員、偶像、日向坂46成員）
- 加藤心（歌手、偶像、前Cherry Bullet成員、ME:I成員）